# 高玉螺
高玉螺（学名：Polinices didyma amplus），是异足目玉螺科无脐玉螺属的一种。主要分布于台湾，常栖息在浅海底。